# 台湾通
台湾通 (Taiwan Easy Go) は、台湾の桃園市、新竹県、新竹市、苗栗県で使用されている非接触型ICカードのバス乗車カードである。発行は台中e卡通と同じく台湾智能カード社が行っている。2006年10月に発行された。2007年5月に同じ台湾智能カード社が発行する台中e卡通と統合、2008年6月には台中地区でも使用できるようになった。
2015年12月31日をもって使用停止となった。